# Кругла Мардакянська фортеця
Кругла Мардакянська фортеця або Малий Мардакянський замок (азерб. Dairəvi Mərdəkan qalası або азерб. Kiçik Mərdəkan qəsri) — історико-архітектурна пам'ятка, розташована в селищі Мардакян Хазарського району міста Баку. Постановою Кабінету міністрів Азербайджанської Республіки включено до списку пам'яток історії та культури світового значення. У 2001 році разом з іншими об'єктами берегової оборони Каспію включено до резервного списку Світової спадщини ЮНЕСКО.
Напис (кітабе) на донжоні замку свідчить, що він був побудований в 1232 зодчим Абдулмеджидом ібн Масудом за наказом ширваншаха Фарібурза III.
Під час будівництва замку використовувався вапняний розчин та місцевий камінь-вапняк. Круглий Мардакянський замок у плані складається з центральної вежі, оточеної потужними стінами заввишки 7 метрів, яку підтримують глухі вежі з боків. Діаметр вежі — 7,6 м, товщина стін нижнього поверху дорівнює 2 м. Усередині башта розчленована на три яруси, перекриті кам'яними плоскими банями. У товщі стіни третього поверху є невелика санітарна ніша з виведеним стоком назовні.

## Історія
Круглий Мардакянський замок був частиною колись розташованого на цій території і фортечного комплексу, що не дійшов до наших часів. Напис (кітабе) на донжоні замку свідчить, що він був побудований в 1232 році архітектором Абдулмеджидом ібн Масудом за наказом ширваншаха Фарібурза III.

## Архітектурні особливості

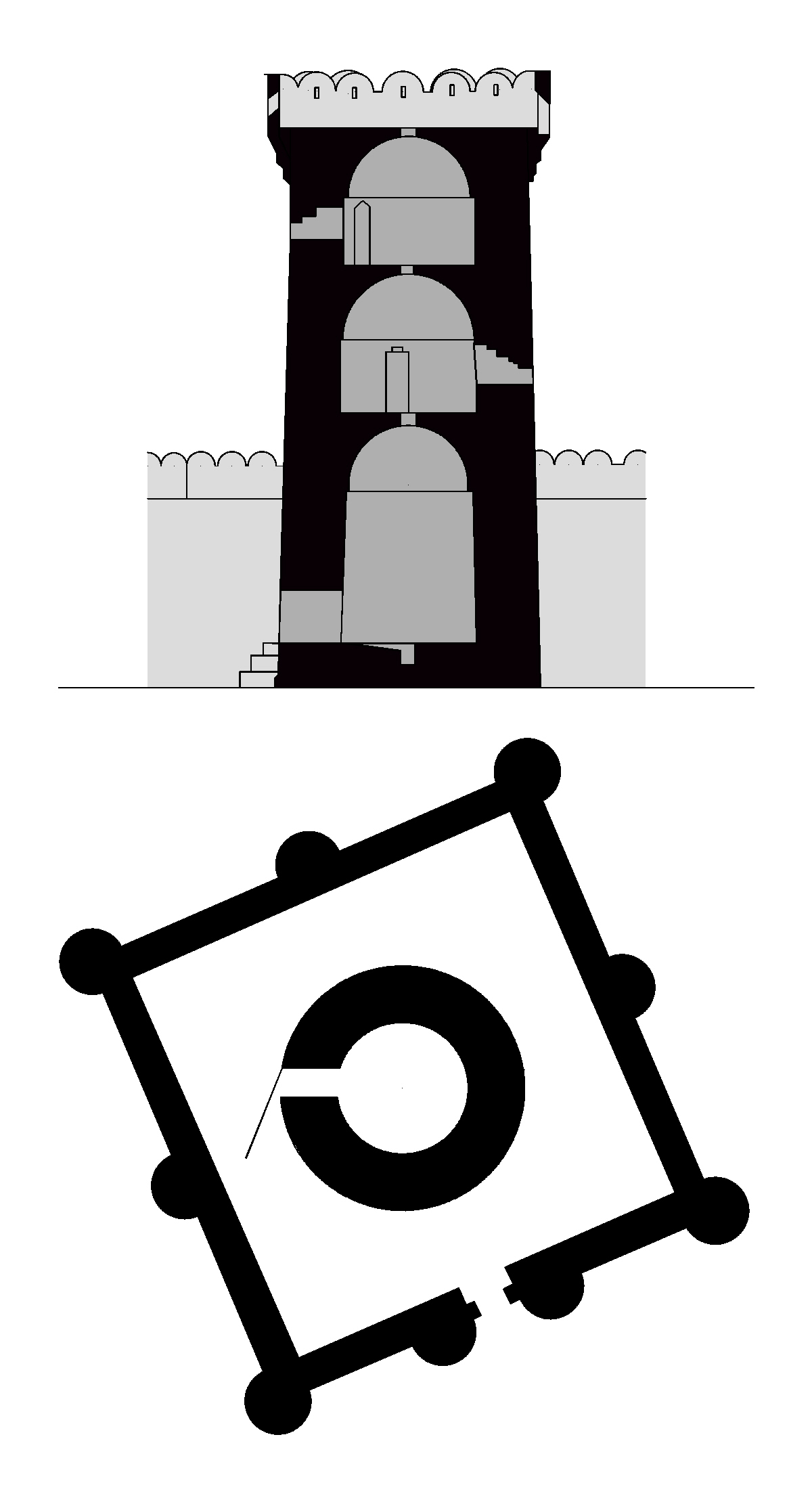
План та розріз замку

Круглий Мардакянський замок, що має архітектурний план, властивий для міст Передньої та Середньої Азії XII—XV століть, у плані складається з центральної вежі, оточеної потужними стінами заввишки 7 метрів, яку підтримують глухі вежі з боків. Довжина фортечних стін з усіх боків становить 25 метрів. По кутках стін фортеці розташовані бійниці.
Під час будівництва замку використовувався вапняний розчин та місцевий камінь-вапняк. Центральна вежа замку добре виділяється своїм циліндричним об'ємом, що колись, мабуть, закінчувався потужним зубчастим парапетом, що спирався на кам'яні кронштейни, які збереглися. Висота вежі до кронштейнів, що підтримували машикулі, — близько 15 м, зовнішній діаметр — 7,6 м, товщина стін нижнього поверху дорівнює 2 м.
Усередині башта розчленована на три яруси, перекриті кам'яними плоскими банями. У центрі купольних перекриттів є круглі отвори.
Вхід у вежу розташований на рівні землі. Ця невигідна для цілей оборони обставина компенсується дуже високо розташованим входом на другий поверх, на висоті понад три метри від позначки підлоги першого поверху. Таким чином, нападники, що прорвалися на перший поверх вежі, зустрічали нове ускладнення для доступу до другої, піддаючись у той же час обстрілу через отвір у купольному перекритті.
У стінах першого поверху, за винятком дверного отвору та отвору на другий поверх, ніяких інших отворів немає. На другому і третьому поверхах є бійниці, що виходять на зовнішню площину стін башти вузькими щілинами, при сильному розширенні їх світлових укосів усередину башти. Бійниці, мабуть, слугували, головним чином, для освітлення, будучи по суті вікнами. У товщі стіни третього поверху є невелика санітарна ніша з виведеним стоком назовні.
Верхній майданчик вежі був оборонним і, таким чином, житловими поверхами були лише другий і третій. Загальна їхня площа становить близько 32 кв.м. Архітектор-дослідник Л. Г. Маміконов вважає, що ця незначна площа вказує або на невеликий склад сім'ї та обмеженість коштів власника вежі, або ж на те, що вежа не слугувала місцем постійного проживання, а була лише притулком під час облоги. Обмежена кількість бійниць та їх облаштування показують, що основний захист вежі зосереджувалася все ж таки на її верхньому майданчику.
Кронштейни вирішені як фігурні консолі. Найнижчий уступ трохи висунуто з поверхні стін, його лобова площина прикрашена геометричним різьбленим орнаментом. Вище розташований облом, що підтримує вінчаючу частину карниза, що несла зруйнований наразі парапет.
Кронштейни Мардакянського замку розташовані досить часто, що дозволяє припускати значне навантаження і, отже, високий парапет, ймовірно увінчаний зубцями, ховаючись за якими, захисники могли обстрілювати супротивника на підступах до вежі. Машикулі ж використовувалися для ураження нападників безпосередньо біля підніжжя стін. У проміжки між кронштейнами захисники замку кидали каміння, обливали киплячою смолою тощо.